# Unione Sportiva Cremapergo 1908 1995-1996
Questa pagina raccoglie le informazioni riguardanti l'Unione Sportiva Cremapergo 1908 nelle competizioni ufficiali della stagione 1995-1996.

## Rosa
| N. |                   | Ruolo | Calciatore            |
| -- | ----------------- | ----- | --------------------- |
|    | Italia (bandiera) | A     | Gaetano Abbatista     |
|    | Italia (bandiera) | C     | Alessandro Agosti     |
|    | Italia (bandiera) | D     | Paolo Aresi           |
|    | Italia (bandiera) | A     | Roberto Arco          |
|    | Italia (bandiera) | C     | Nicola Berardo        |
|    | Italia (bandiera) | D     | Oscar Bosetti         |
|    | Italia (bandiera) | C     | Fabrizio Bresciani    |
|    | Italia (bandiera) | D     | Federico Cantoni      |
|    | Italia (bandiera) | D     | Roberto Cinicola      |
|    | Italia (bandiera) | C     | Antonio Rocco Divella |
|    | Italia (bandiera) | C     | Valerio Fommei        |
|    | Italia (bandiera) | D     | Fabrizio Gargioni     |
|    | Italia (bandiera) | C     | Vincenzo Garofalo     |
|    | Italia (bandiera) | C     | Alessandro Iacono     |
|    | Italia (bandiera) | C     | Emiliano Longhi       |

| N. |                   | Ruolo | Calciatore           |
| -- | ----------------- | ----- | -------------------- |
|    | Italia (bandiera) | D     | Marco Luraghi        |
|    | Italia (bandiera) | A     | Angelo Oliva         |
|    | Italia (bandiera) | P     | David Pagani         |
|    | Italia (bandiera) | P     | Nicola Pavarini      |
|    | Italia (bandiera) | D     | Marco Pedron         |
|    | Italia (bandiera) | D     | Christian Prandelli  |
|    | Italia (bandiera) | D     | Stefano Ragnoli      |
|    | Italia (bandiera) | C     | Gian Luigi Rocchi    |
|    | Italia (bandiera) | C     | Antonio Rubino       |
|    | Italia (bandiera) | D     | Giovanni Sesti       |
|    | Italia (bandiera) | D     | Christian Severgnini |
|    | Italia (bandiera) | C     | Maurizio Terletti    |
|    | Italia (bandiera) |       | Valentini            |
|    | Italia (bandiera) | C     | Fabio Viola          |